# 文印马语言理事会
汶印马语言理事会（全称汶莱-印度尼西亚-马来西亚语言理事会）是一个旨在规划和监督该地区马来语发展的区域性语言组织机构。前身为印度尼西亚-马来西亚语言理事会。
1972年5月23日，马来西亚和印尼签署成立“印度尼西亚-马来西亚语言理事会”的联合声明，该理事会于1972年12月29日成立。文莱于1985年11月4日加入该理事会，新加坡为观察员国。